# Acalolepta fuscopunctata
Acalolepta fuscopunctata là một loài bọ cánh cứng trong họ Cerambycidae.